# Westboro Baptist Church
Pour les articles homonymes, voir Westboro.
Cet article concerne la Westboro Baptist Church de Topeka, Kansas, aux États-Unis. Pour la Westboro Baptist Church en Ontario, voir Westboro. Pour Westboro Baptist Church au Massachusetts, voir Westborough.

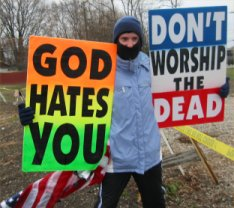
Une manifestation de la WBC.

La Westboro Baptist Church (WBC) est une église baptiste indépendante fondamentaliste à Topeka (Kansas) États-Unis. Elle doit sa notoriété aux manifestations provocatrices qu'organisent ses membres à travers le pays et à son discours ouvertement haineux, dirigé principalement contre l'homosexualité mais aussi, plus largement, contre la société contemporaine américaine dans son ensemble et toutes les autres religions. Son slogan le plus connu est God hates fags (« Dieu hait les pédés »), qui est également le nom de son principal site web.

## Histoire
L'église est fondé en novembre 1955 par Fred Phelps et par des membres de la famille de ce dernier .

## Membres

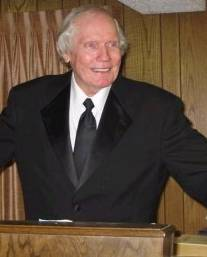
Fred Phelps (1929-2014).

Lors d'un AMA (Ask Me Anything ou demandez moi ce que vous voulez) en juin 2012 sur reddit, Nate Phelps a déclaré qu'il y avait une cinquantaine de membres dans la WBC. Une compilation des noms des petits-enfants et des arrière-petits-enfants ajoutés aux neuf enfants « loyaux » (il en aurait 13 en tout) de Phelps et leurs épouses en dénombre cependant 90. Ceux qui ont suivi Fred Phelps après qu'il a été rejeté de l'ancienne assemblée de l'Eastside Baptist Church (une Église baptiste traditionnelle) sont la famille Hockenbarger (dont la progéniture s'est dernièrement mariée dans le clan Phelps), George Stutzman, Chris Davis (qui s'est également marié dans la communauté) et Theresa Davis (dont on ne sait si elle a une relation de parenté avec Chris Davis).
En avril 2000, Steve Drain, un cinéaste, a interviewé plusieurs membres de la WBC alors qu'il préparait un documentaire sur des groupes religieux et a fini par accepter leur théologie. Sa famille (Steve et Luci Drain avec leurs filles et leur fils) s'est jointe à l'Église. La famille Drain n'a pas de lien de parenté avec les Phelps, ni avec les Hockenbarger, ni avec aucun membre original du groupe.
De plus, au début, plusieurs autres membres de l'Eastside Baptist Church ont rejoint la WBC, mais après que Phelps a commencé ses activités, ces membres retournèrent à Eastside ou se retirèrent.
Phelps ne permet pas aux membres de se marier à des personnes extérieures à la WBC. Comme relativement peu de personnes ont rejoint WBC, au moins deux mariages ont eu lieu entre les familles Phelps et Hockenbarger, certains membres ont donc des doubles liens de parenté.
Dans le documentaire de Louis Theroux sur la BBC intitulé La famille la plus haïe d'Amérique, les jeunes filles de l'Église n'expriment aucune envie de se marier car « ce n'est pas quelque chose dont on se préoccupe, [...] nous vivons les derniers des derniers jours, le temps est court ».
Shirley Phelps-Roper, fille de Phelps et représentante à la Phelps Chartered Law firm, est une membre importante de WBC, dont elle est parfois la porte-parole. Ces dernières années, elle a dirigé les opérations quotidiennes de l'Église.

## Croyances
L'église a des croyances baptistes indépendantes fondamentalistes.
Elle croit en la théologie calviniste de la prédestination qui inclut la croyance que tous les désastres et catastrophes viennent de la main de Dieu. Les actes publics de l'Église ont jeté un projecteur politique sur le groupe qui leur a accordé une grande attention alors qu'il ne comptait qu'environ 80 membres. En particulier, le lien religieux avec le discours haineux politique actif a donné lieu à beaucoup de controverses.
L'Église baptiste de Westboro considère l'appartenance à la plupart des autres groupes religieux, comme l'Église catholique romaine ou l'islam, comme des cultes du diable, et déclare que ces autres églises sont « des escrocs sataniques prêchant des mensonges arméniens ». L'Église se définit comme étant de la vieille école ou baptiste primitif et se considère comme défendant les cinq points du calvinisme : dépravation totale, élection inconditionnelle, expiation limitée, grâce irrésistible et persévérance des saints. Rebecca Barrett-Fox, professeur à la Arkansas State University, qui a terminé un mémoire sur Westboro Baptist, a qualifié cette école de « hyper-calviniste ». 

### Homosexualité

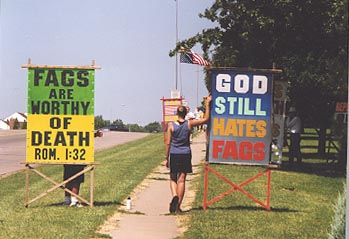
Des panneaux homophobes.

L'église est connue pour sa rhétorique anti-homosexuelle, et gère de nombreux sites web tels que godhatesfags.com, godhatesamerica.com, et d'autres qui condamnent l'homosexualité. L’Église a également exprimé des messages transphobes dans ses protestations.
L'Église baptiste de Westboro a commencé à protester contre l'homosexualité en 1989 après la découverte de ce qu'elle a appelé un « salon de thé », qui est un lavabo public utilisé pour les interactions homosexuelles. Depuis lors, le groupe a protesté contre les marches des fiertés LGBQT+ (Gay Pride) et les funérailles des personnes mortes du VIH/SIDA. Le point de vue homophobe du groupe les a également amenés à blâmer les homosexuels pour des tragédies telles que les attaques terroristes du 11 septembre 2001.
Le groupe fonde son travail sur la croyance exprimée par son slogan le plus connu et l'adresse de son site web principal, « God Hates Fags », affirmant que chaque tragédie dans le monde est liée à l'homosexualité — en particulier la tolérance et l'acceptation croissantes par la société d'un supposé plan homosexuel. Le groupe soutient que Dieu déteste ceux qui se livrent à des activités homosexuelles par-dessus toutes les autres sortes de « pécheurs » et que l'homosexualité devrait être puni de la peine de mort.
Leur point de vue sur l'homosexualité est en partie basé sur les enseignements de l'Ancien Testament, en particulier Lévitique 18:22 et 20:13, qu'ils interprètent comme signifiant que le comportement homosexuel est détestable, et que les homosexuels devraient être mis à mort.

### Religions

#### Chrétienté
L'Église baptiste de Westboro a critiqué diverses dénominations chrétiennes, principalement pour des raisons théologiques.

#### Catholicisme

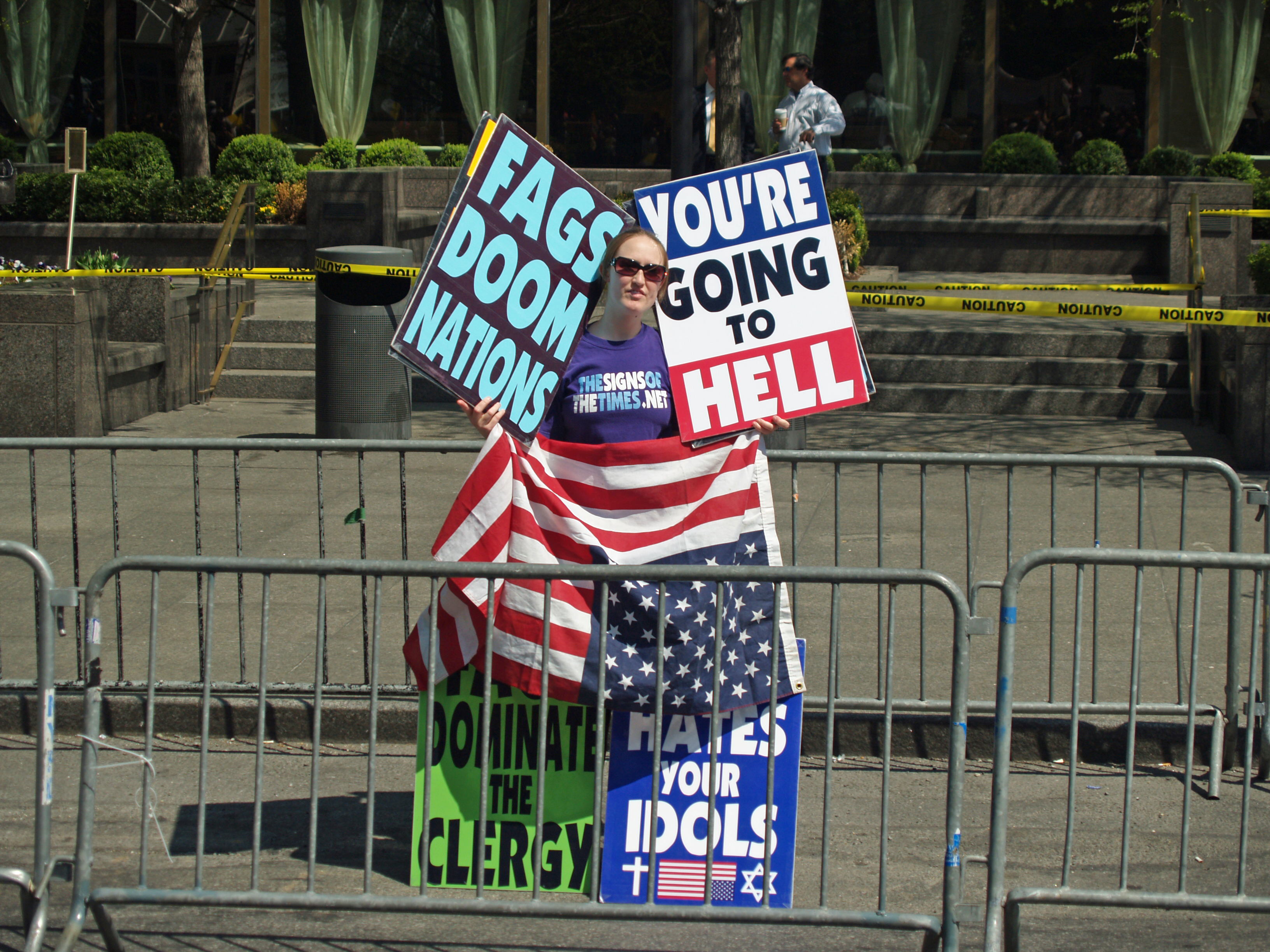
Membre du WBC protestant contre le pape Benoît XVI devant les Nations unies à New York (2008).

L'Église baptiste de Westboro décrit les prêtres catholiques comme des « vampires » et des « Dracula » et les accuse d'aspirer le sperme des organes génitaux masculins des enfants comme des vampires sucent le sang de leurs victimes. En outre, le WBC a appelé le pape Benoît XVI des épithètes telles que « Le parrain des pédophiles » et le « pape pervers ». En avril 2008, le WBC a protesté contre le pape Benoît XVI lors d'une visite papale à New York.
Le WBC a lancé un site Web appelé Priests Rape Boys (les prêtres violent les garçons) dans lequel ils critiquent l'Église catholique romaine à cause du scandale des abus sexuels catholiques, en disant : « Chaque fois qu'une personne donne de l'argent à l'Église catholique, cette personne paie le salaire des violeurs pédophiles ».
Le WBC décrit l'Église catholique romaine comme « le groupe pédophile le plus important, le mieux financé et le mieux organisé de l'histoire de l'homme » et poursuit en disant : « Il y a plus d'un milliard de catholiques dans le monde — c'est-à-dire une personne sur six en vie aujourd'hui — et chacun d'entre eux va aller en Enfer quand il va mourir, point final ». Le WBC reproche aussi au catholicisme, comme à l'orthodoxie orientale, de vénérer la Vierge Marie, les Saints, les reliques et les icônes ; il accuse l'Église catholique de commettre une idolâtrie.

#### Autres branches du protestantisme
Bien que le but principal du site web des Priests Rape Boys soit de critiquer le catholicisme, le WBC critique également plusieurs grandes églises protestantes sur le site web, y compris les méthodistes, presbytériens, luthériens, anglicans et baptistes. Le WBC déclare que
 ...leurs prédicateurs ont fui leur responsabilité qui est de dire aux gens la vérité sur le péché, et au lieu de cela ils leur mentent sur ce que le Seigneur leur Dieu exige d'eux. Si ces faux prophètes menteurs disaient aux gens la vérité sur ce que Dieu dit au sujet de ceux qui souffrent le péché sur leur prochain (Lev. 19:17-18), il n'y aurait pas de mégots dans les sièges quand la plaque est passée. Ces prédicateurs ne sont pas des prédicateurs de justice, ce sont des enseignants qui ont les oreilles qui grattent (2Tim 4:3), et ils comptent absolument sur l'analphabétisme biblique abyssal de leurs paroissiens... "Priests Rape Boys" est en effet un cas hermétique, en trois mots, contre toutes les églises « chrétiennes » de ligne principale - leurs prédicateurs et membres, sans exception. Ils vont tous aller en enfer !

#### Orthodoxie orientale
Le WBC affirme que les chrétiens orthodoxes orientaux ne se distinguent pas des catholiques romains. La position anti-orthodoxe du WBC critique l'utilisation des icônes par l'Église orthodoxe orientale, affirmant qu'elles constituent une idolâtrie. Le WBC s'oppose également à la vénération de la Vierge Marie (la Théotokos), en disant : « Il n'y a pas d'Écriture qui soutienne de s'incliner pour embrasser des images... ou prier Marie ! Elle était un être humain, que Dieu a prédestiné à faire naître le Seigneur Jésus-Christ et à le ressusciter ».
Le WBC critique également les chrétiens orthodoxes orientaux et affirme que l'orthodoxie éthiopienne est « enracinée dans un gros et gros mensonge » et est « un étrange mélange de rituels juifs et païens » Le WBC affirme également que parce que les églises orthodoxes sont en pleine communion les unes avec les autres, elles ne sont pas « de véritables églises du Nouveau Testament », puisque le WBC affirme qu'une vraie église doit être « indépendante, locale, autonome et sans affiliation formelle avec les autres églises ». Le WBC condamne également l'enseignement de la théose ou de la glorification dans le christianisme orthodoxe, en disant « Arrêtez de glorifier la créature ».

#### Islam
En réponse à un article de Newsweek alléguant que des soldats américains ont jeté des copies du Coran dans les toilettes du camp X-Ray de Guantanamo Bay, Fred Phelps a publié la déclaration suivante :
Et si nos gars ont jeté des copies du Coran dans les toilettes ? Nous espérons qu'ils l'ont fait. Ils l'ont probablement fait ; nous espérons qu'ils tirent davantage la chasse d'eau. Mohammed était un prostitué et un pédophile possédé de démons qui a inventé une œuvre de 300 pages de fiction satanique : Le Coran ! Comme le propre prostitué et pédophile de l'Amérique s'est tortillé son propre livre de hokey de Mormon de l'Amérique ! 
En ce qui concerne la guerre en Irak, un tract de la WBC dit : « L'Amérique a bombardé notre église avec un IED fabriqué par des étudiants pédés.... Dans sa rage de représailles, Dieu tue des Américains avec des engins explosifs improvisés musulmans : "Ne touchez pas à mon oint, et ne faites pas de mal à mes prophètes. 1 Chron 16:22." ».
Dans le documentaire America's Most Hated Family in Crisis de Louis Theroux en 2011, Jael Phelps a déclaré dans une interview qu'elle et les autres membres du WBC avaient railleusement et publiquement brûlé un exemplaire du Coran tout en se faisant gronder par un homme musulman, le qualifiant de « morceau d'ordure idolâtre » et que ce faisant, ils lui accordaient le « respect qu'il mérite »[70]. Jael Phelps a dit que la mort de la femme était en partie due au fait que son mari musulman s'était élevé contre le WBC, rejetant ainsi Dieu et faisant tomber sur lui son « jugement juste ». Elle a également commenté que « tous ces petits musulmans en colère peuvent tout simplement se taire ».

#### Hindouisme
Le WBC maintient une page web sur Dieu déteste l'Inde où ils déclarent que « 80% de la population de l'Inde prétend pratiquer l'hindouisme. Pas besoin d'en dire plus. Un pays plein d'idolâtrie se transforme inévitablement en un pays plein de pédés et de fagots, parce que c'est ce qui arrive quand on s'éloigne du Dieu vivant ».
Le WBC exhorte alors les hindous à se convertir au christianisme en disant : « Si vous arrêtiez d'adorer les faux dieux, être pédé ne serait pas une affaire complexe. Cessez de vous prostituer après d'autres dieux et commencez à servir le Dieu Vivant en vérité ».

#### Judaïsme

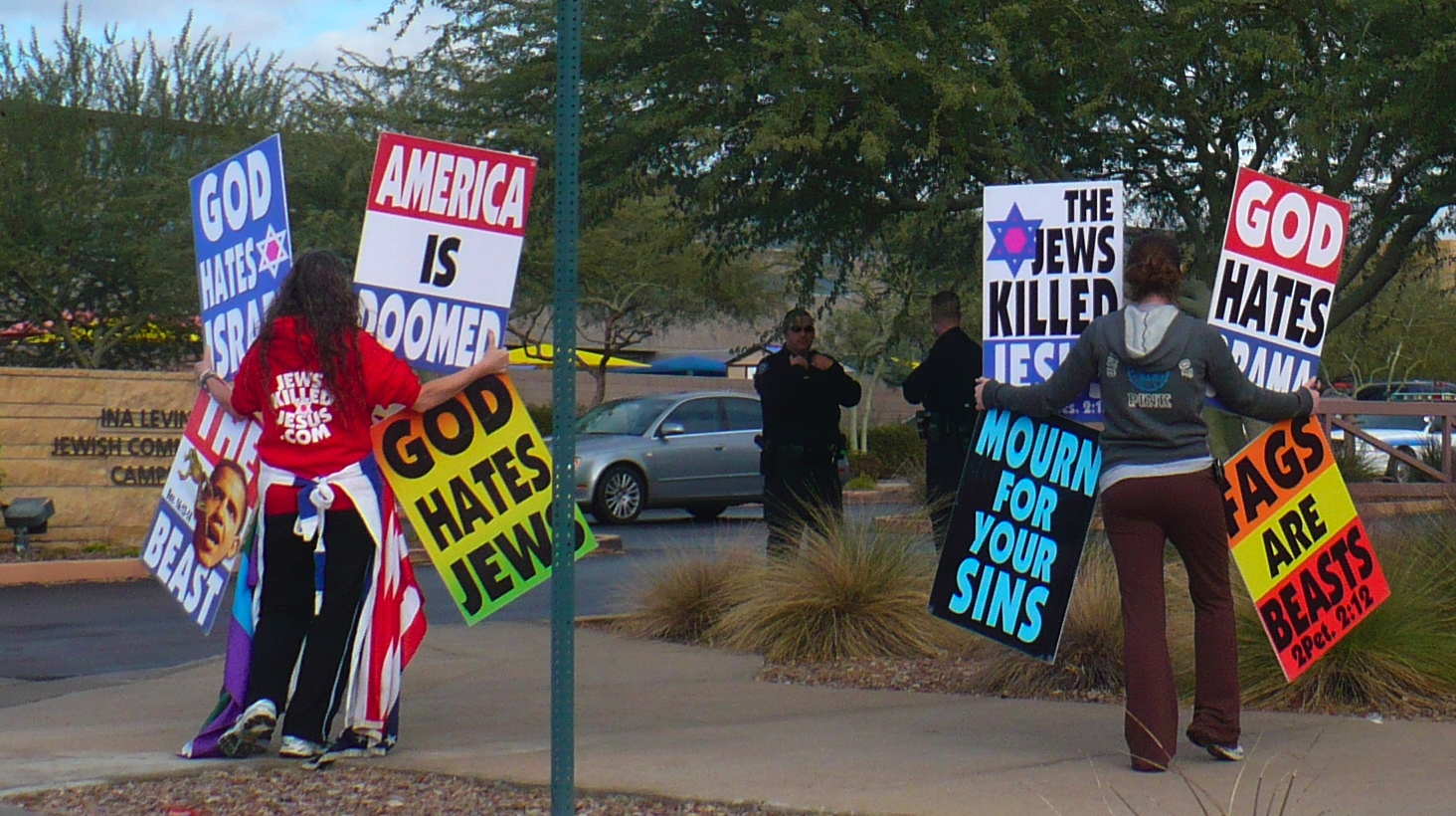
Des panneaux anti juifs et anti Israël.

Dans la section sur les Juifs, la FAQ du WBC dit :
Les seuls vrais juifs sont les chrétiens. Le reste des gens qui se prétendent Juifs ne le sont pas, et ils ne sont rien de plus que des pécheurs impénitents et typiques... la grande majorité des Juifs soutiennent les pédés. En fait, c'est la politique officielle des Juifs réformés de soutenir le mariage homosexuel. Bien sûr, il y a des Juifs qui croient encore à la loi de Dieu, mais la plupart d'entre eux s'en sont même écartés. Peu importe que vous soyez juif ou païen... tant que vous croyez en Christ. 
Ils accusent aussi les Juifs d'avoir tué le Christ, citant 1 Thessaloniciens 2:14-15 comme justification.
En 1996, Phelps a lancé une campagne intitulée « Topeka's Baptist Holocaust », dans le cadre de laquelle il a tenté d'attirer l'attention sur les attaques perpétrées contre les piqueteurs de la WBC, en affirmant qu'il ne s'agissait pas d'attaques au hasard mais d'attaques organisées orchestrées par des Juifs et des homosexuels. Phelps annonça : « Les Juifs ont tué le Christ », et « les Juifs pédé nazis sont pires que les nazis ordinaires. Ils ont plus d'expérience. Le premier holocauste était un holocauste juif contre les chrétiens. Le dernier holocauste est celui des juifs Topeka contre l'église baptiste de Westboro ».
Dans une autre déclaration, il a déclaré : « Les Juifs Topeka d'aujourd'hui réveillent les tyrans du Kansas en persécutant les Baptistes de Westboro. Ils se plaignent de l'Holocauste nazi, tandis qu'ils perpétuent l'Holocauste de Topeka ».
Un tract du 25 mars 2006 concernant un adversaire juif de Phelps utilise l'expression « Juif sanglant » quatre fois et l'expression « Juif méchant » plus d'une fois toutes les 12 phrases. L'Anti-Defamation League a critiqué l'église et Phelps, et garde un échantillon des tracts de la WBC sur le judaïsme sur son site web.
Le WBC a décrit l'Holocauste comme le châtiment de Dieu contre les Juifs.

### Racisme
Le fondateur de l'Église, Fred Phelps, était un vétéran du mouvement des droits civiques dans les années 1960. La désapprobation de l'Église à l'égard du racisme et de l'utilisation de la violence physique par des groupes comme les néo-nazis et le KKK est mentionnée sur son site Web. Sur la page FAQ du site, on peut lire : « Nous ne croyons pas à la violence physique d'aucune sorte, et les Écritures ne soutiennent pas le racisme. ... Les seuls vrais nazis dans ce monde sont les pédés ».
L'Église a déjà condamné des nations particulières, comme l'Italie, qu'elle a décrite comme une nation de « pervers élevant des truands » et l'Australie, qu'elle décrit comme la « terre des damnés sodomites ».
Westboro a annoncé son intention de piquetter les funérailles de Nelson Mandela, la figure centrale du mouvement anti-apartheid, affirmant qu'il allait en enfer pour avoir commis un adultère en se remariant après son divorce. Ils ont également condamné l'Église réformée néerlandaise pour avoir promu l'apartheid,.

### Barack Obama
L'Église baptiste de Westboro croit que Barack Obama est l'Antéchrist et qu'il forme une trinité impie avec Satan et l'ancien pape Benoît XVI, qu'ils croient être le faux prophète de la Révélation.
Le 20 janvier 2013, les protestataires de l'Église baptiste de Westboro ont manifesté contre la deuxième investiture du président Obama. Les manifestants avaient un permis légal et utilisaient des pancartes contenant des messages homophobes et qualifiaient le président Obama d'antéchrist. Bien qu'Obama n'ait pas été en mesure de qualifier officiellement le groupe de groupe haineux, il a par la suite condamné leurs actions après avoir commencé à protester contre les funérailles militaires. Il a promulgué une loi pour prévenir de telles perturbations.
Margie Phelps, fille de Fred Phelps et avocat de WBC, a déclaré dans une interview à Fox News qu'Obama va « absolument » aller en enfer et qu'il est « très probablement la bête dont la Révélation parle ». Elle a également dit que la présidence d'Obama est un signe de l'Apocalypse.

### Parodies
L'Église baptiste de Westboro produit des vidéoclips et des parodies de diverses chansons de musique pop bien connues telles que Happy et I Write Sins Not Tragedies avec le titre original intact ou, souvent, le titre remplaçant le contenu original des chansons par un contenu homophobe et pro-WBC (et dans le cas de « Hey Jews » et « Come Together Figs » parodies de « Hey Jude » et « Come Together » des Beatles, et « Israel Your Doom is Coming It Makes Us So Happy », antisémitisme) et parfois anti-catholicisme. Selon Steve Drain (le responsable de l'information publique de l'Église baptiste de Westboro) dans une entrevue avec Vice News, « Quand nous faisons notre choix de chansons, cela tourne vraiment autour de la popularité. C'est surtout du mainstream, toute l'idée de nos parodies est de prêcher ».

### Activisme
Cette petite communauté est à l'origine de nombreux sites Internet tels que Dieu hait les pédés, Dieu hait l'Amérique ou d'autres contenant des condamnations explicites de l'homosexualité féminine et masculine, la bisexualité, les personnes transgenres (LGBT), les catholiques, musulmans, juifs et athées aussi bien que les peuples qui, selon eux, soutiennent ces groupes, parmi lesquels les Suédois, les Canadiens, les Britanniques et les Américains.
Cette organisation est suivie par l'Anti-Defamation League et classée comme un groupe incitant à la haine (hate group) par le Southern Poverty Law Center. Bien que connu par les LGBT pour ses manifestations aux Gay Pride et aux enterrements, le groupe s'est fait remarquer à un niveau national aux États-Unis pour ses manifestations dans les cortèges funéraires de soldats tués lors de la guerre d'Irak avec les slogans Don't worship the dead (« Ne vénérez pas les morts ») et Thank God for dead soldiers (« Remerciez Dieu pour les soldats morts »).

### Théologie
La WBC déclare suivre les principes des anciens baptistes et une théologie calviniste conservatrice. Son premier office public aurait été tenu dans l'après-midi du dimanche 27 novembre 1955.
Bien que les membres se réclament de l'Église baptiste, la Westboro Baptist Church n'a d'affiliation avec aucune convention ou association baptiste connue. D'autre part, les institutions baptistes tendent à rejeter la WBC et à ne pas la reconnaître comme une association de croyants guidés par la Bible.
La WBC fonde son action autour de son slogan le plus connu, qui est aussi l'adresse de son tout premier site internet : « God hates fags » (Dieu hait les pédés), et exprime l'idée, fondée sur son interprétation de la Bible, qu'à peu près toutes les tragédies dans le monde sont liées à l'homosexualité — particulièrement dans les sociétés où la tolérance augmente envers celle-ci.
Le groupe soutient que Dieu hait les homosexuels plus que toute autre sorte de « pécheur », ainsi que le fait que l'homosexualité devrait être punie par la peine capitale.
Les membres manifestent avec des panneaux « Obama Antichrist » ; Fred et Margie Phelps ont tous deux fait des vidéos affirmant que Barack Obama est l'Antéchrist,[source insuffisante].

### Critique
La Westboro Baptist Church est isolée dans le monde religieux : d'après Katherine Weber, journaliste du journal baptiste The Christian Post (en), « Westboro est considéré comme un groupe extrémiste par la plupart des églises et des groupes laïcs, et est bien connu pour son style agressif de protestation. »
Russell Moore, président de la Commission « Éthique & Liberté religieuse » de la Convention baptiste du Sud, déclarait quant à lui en 2014 à l'agence Associated Press regretter la confusion qui s'est installée à cause de l'utilisation du mot « baptiste » par la Westboro Baptist Church et que le rapport entre Westboro et la Convention baptiste du Sud n'était pas plus étroit que celui entre la comédie musicale The Book of Mormon et l’Église de Jésus-Christ des saints des derniers jours (ou église mormone). « Ils forment une sorte de groupe de théâtre mettant en scène la haine la plus violente plus qu'un groupe religieux. » concluait-il. Le pasteur Richard Land, président du séminaire de le Convention baptiste du Sud, déclarait également : « Ces déformations perverses de la foi chrétienne et ces détournements de la Bible sont particulièrement dangereux dans une société qui est de moins en moins familière avec la Bible et n'en connaît plus le contenu que de manière superficielle. Dieu ne hait personne et Dieu n'insulterait personne en usant de mots discriminatoires tels que "pédé" pour décrire une personne humaine pour qui son Fils s'est sacrifié sur la croix. »,.
En Grande-Bretagne, six églises protestantes dont l'Église méthodiste, l'Union baptiste de Grande-Bretagne, l'Église réformée unie et les églises évangéliques « ont publié une déclaration commune répudiant les actions de l'église baptiste de Westboro », indiquant que :
« Nous ne partageons pas leur haine envers les lesbiennes et les homosexuels. Nous croyons que Dieu aime tout le monde, indépendamment de l'orientation sexuelle, et nous nous dressons sans réserve contre leur message de haine envers ces communautés. Ni le style ni la substance de leur prédication n'expriment la foi chrétienne historique et orthodoxe. Et nous demandons aux membres de l'église baptiste de Westboro de s'abstenir d'attiser toute haine plus homophobe au Royaume-Uni ou ailleurs. ».

## Controverses

### Arrêt de la Cour suprême Snyder c. Phelps
Dans l'arrêt Snyder v. Phelps (en) (mars 2011), la Cour suprême a soutenu le droit de l'Église de troubler les enterrements de militaires, en effectuant des piquets de protestations, durant lesquels l'Église prétendait que les soldats avaient été tués du fait de la tolérance pour l'homosexualité. À huit voix contre une, la Cour a jugé qu'on ne pouvait empêcher ces manifestations au nom de la liberté d'expression et du Ier amendement. Seul le juge Samuel Alito, un conservateur, s'est opposé à la Cour, affirmant que le Ier amendement ne permettait pas de « brutaliser » les personnes privées.

### Anonymous
Le 24 février 2011, dans la journée, les sites GodHatesFags.com (Dieu hait les tapettes), GodHatesAmerica.com (Dieu hait l'Amérique) ont été les victimes des Anonymous, dénonçant les pratiques de la WBC et condamnant leurs actes, leurs paroles ainsi que leurs incitations à la haine. Leurs sites ont d'abord subi une attaque par déni de service, avant qu'Anonymous y dépose un message.

### Sandy Hook
Le 16 décembre 2012, à la suite de la tuerie de l'école primaire Sandy Hook et à la publication sur Twitter d'une invitation à une manifestation de ce groupe religieux devant l'école Sandy Hook pour « glorifier le jugement de Dieu et son œuvre » (puisque selon eux, c'est « Dieu qui a envoyé le tueur »), Anonymous a publié la liste des membres de la WBC ainsi que leurs coordonnées.

### Humoristes

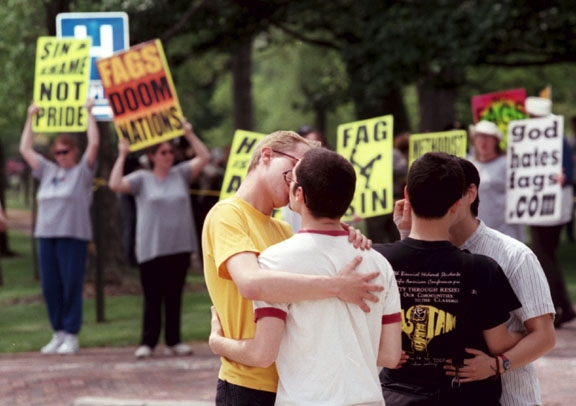
Homosexuels (parmi plusieurs centaines) s'embrassant devant les membres de la Westoboro Baptist Church

En plus des militants LGBT, la Westboro Baptist Church est fréquemment la cible d'humoristes et polémistes comme Michael Moore (dans sa série The Awful Truth), Sacha Baron Cohen (dans son film Brüno), Dave Sirus (en), et Charles Firth (en), généralement en mettant ses membres face à des attitudes ostensiblement homosexuelles.